# 復合 (物理學)
在固体物理学中，载流子的复合（英語：recombination）指半导体中的载流子（电子和空穴）成对消失的过程。这一过程在许多光电半导体材料中都会涉及。在一些具有PN结的器件，例如二极管和双极性晶体管中，为了研究其详细的工作原理，分析载流子的复合过程也是必要的。

## 非輻射結合生命期
非輻射結合生命期（Non-radiative life time）是半導體中导带的電子和在電洞非輻射性復合之前，電子可以維持的平均時間。對於需要用輻射性復合來產生光子的光電工程而言，非輻射結合生命期是一項重要的參數。若非輻射結合生命期較輻射結合生命期短很多，此載子的行為比較接近非輻射結合，因此其內在量子效率較低。